# مریم سعادت
مریم سعادت (زادهٔ ۲۴ شهریور ۱۳۳۷) بازیگر و عروسک‌گردان اهل ایران است.

## فیلم‌شناسی

### سینمایی
| سال تولید | نام فیلم           | کارگردان          | نقش        |
| --------- | ------------------ | ----------------- | ---------- |
| ۱۴۰۲      | پرویز خان          | علی ثقفی          | ناهید      |
| ۱‍۴۰۱       | روایت ناتمام سیما  | علیرضا صمدی       |            |
| ۱۴۰۰      | شب طلایی           | یوسف حاتمی کیا    |            |
| ۱۳۹۹      | شهر گربه‌ها         | سید جواد هاشمی    |            |
| ۱۳۹۸      | زن‌ها فرشته‌اند ۲    | آرش معیریان       |            |
| ۱۳۹۷      | گروه آلما          | عباس مرادیان      |            |
| ۱۳۹۶      | دشمن زن            | کریم امینی        | شمسی       |
| ۱۳۹۵      | متولد ۶۵           | مجید توکلی        | منیژه      |
| ۱۳۹۳      | پدر آن دیگری       | یدالله صمدی       |            |
| ۱۳۹۱      | عملیات مهد کودک    | فرژاد اژدری       |            |
| ۱۳۹۰      | چک                 | کاظم راست گفتار   | پروین خانم |
| ۱۳۹۰      | آخرین سرقت         | پدرام علی‌زاده     |            |
| ۱۳۹۰      | آقا یوسف           | علی رفیعی         |            |
| ۱۳۸۷      | از ما بهترون       | مهرداد فرید       | مادام      |
| ۱۳۸۶      | کلاغ پر            | شهرام شاه حسینی   |            |
|           | قاعده بازی         |                   |            |
| ۱۳۸۳      | یک بوس کوچولو      | بهمن فرمان آرا    |            |
| ۱۳۸۳      | در به درها         | امیرحسین صدیق     | زن وکیل    |
| ۱۳۸۳      | ماهی‌ها عاشق می‌شوند‍ | علی رفیعی         |            |
| ۱۳۸۰      | تارزن و تارزان     | علی عبدالعلی زاده |            |
| ۱۳۷۷      | شهر زنان           | عطاالله حیاتی     |            |
| ۱۳۶۷      | کارآگاه ۲          | بهروز غریب پور    |            |
|           | میهمان ناخوانده    |                   |            |

### مجموعه تلویزیونی
| سال       | نام                          | سمت                | کارگردان                           | توضیحات                                                                                 |
| --------- | ---------------------------- | ------------------ | ---------------------------------- | --------------------------------------------------------------------------------------- |
| ١۴٠١      | وضعیت زرد ٢                  | بازیگر             | مجید رستگار                        | شبکه ٢                                                                                  |
| ۱۴۰۰      | دودکش۲                       | بازیگر             | برزو نیک نژاد                      | شبکه ۱                                                                                  |
| ۱۳۹۹      | یکی بود ، یکی نبود           | بازیگر             | مرضیه منصوری                       | تهیه شده در گروه کودک و نوجوان شبکه قرآن                                                |
| ۱۳۹٨      | شرایط خاص                    | بازیگر             | وحید امیرخانی                      | شبکه ۳                                                                                  |
| ۱۳۹۶      | محکومین                      | بازیگر             | سیدجمال سیدحاتمی حسین قناعت        | شبکه ۱                                                                                  |
| ۱۳۹۶      | پنچری                        | بازیگر             | برزو نیک نژاد                      | تابستان ۱۳۹۶ شبکه ۳                                                                     |
| ۱۳۹۶      | قطارچیان                     | بازیگر             |                                    | بهار ۹۶                                                                                 |
| ۱۳۹۵–۱۳۹۴ | قرعه                         | بازیگر             | برزو نیک‌نژاد                       | در نوروز ۱۳۹۵ از شبکه ۳ پخش شد.                                                         |
| ۱۳۹۴      | دردسرهای عظیم ۲              | بازیگر             | برزو نیک نژاد                      | شبکه ۳                                                                                  |
| ۱۳۹۳      | دردسرهای عظیم                | بازیگر             | برزو نیک‌نژاد                       | شبکه ۳                                                                                  |
| ۱۳۹۲      | باغ سرهنگ                    | بازیگر             | فلورا سام                          | در نقش «روح‌انگیز» شبکه ۵                                                                |
| ۱۳۹۱      | آب‌پریا                       | بازیگر مهمان       | مرضیه برومند                       | در نوروز ۱۳۹۲ از شبکه ۲ پخش شد.                                                         |
| ۱۳۹۱      | تعطیلات دوست‌داشتنی           | بازیگر             | سیدوحید حسینی                      | ۱۰ قسمت تابستان ۱۳۹۳ شبکه ۵                                                             |
| ۱۳۹۱      | تله‌فیلم «ضیافت‌نامه»          | بازیگر             | آرش معیریان                        |                                                                                         |
| ۱۳۹۱      | تله‌فیلم «به سلامت بانو»      | بازیگر             | مرتضی متولی                        |                                                                                         |
| ۱۳۹۱      | تله‌فیلم «آد»                 | بازیگر             | کمال مقدم                          |                                                                                         |
| ۱۳۹۱      | تله‌فیلم «زن‌ها نمونه‌اند»      | بازیگر             | مصطفی خانلقی                       |                                                                                         |
| ۱۳۹۰      | تله‌فیلم «گنج پنهان»          | بازیگر             | بابک محمدی                         | محصول صدا و سیمای مرکز کیش                                                              |
| ۱۳۹۰      | نقطه سر خط                   | بازیگر             | سعید آقاخانی                       | شبکه ۳                                                                                  |
| ۱۳۸۹      | تله‌فیلم «شغل شریف»           | بازیگر             | سید احمد حسنی‌مقدم                  |                                                                                         |
| ۱۳۸۶      | آرزوهای شیرین                | بازیگر             | سید وحید حسینی                     | در نقش «عمه مهین»                                                                       |
| ۱۳۸۵      | کتاب‌فروشی هدهد               | بازیگر مهمان       | مرضیه برومند                       | شبکه ۳                                                                                  |
| ۱۳۸۴      | تله‌فیلم «اسب»                | بازیگر             | بابک محمدی                         | این فیلم تلویزیونی، از محصولات «سیمافیلم» است.                                          |
| ۱۳۸۳      | ماجرهای تقی جان              | بازیگر             | مرضیه محبوب، حسن پورشیرازی         |                                                                                         |
| ۱۳۸۳      | باجناغ‌ها                     | بازیگر             | فرهاد آئیش                         | شبکه ۵                                                                                  |
| ۱۳۸۳      | خوش‌غیرت                      | بازیگر             | علی شاه‌حاتمی                       | شبکه ۱                                                                                  |
| ۱۳۸۲      | بانکی‌ها                      | بازیگر             | مهدی مظلومی                        | در نقش «مادر» و «معاون بانک» / شبکه ۲                                                   |
| ۱۳۸۱      | خوش‌رکاب                      | بازیگر             | علی شاه‌حاتمی                       | در نقش «همسر تقی»؛ در نوروز ۱۳۸۲ از شبکه ۱ پخش شد.                                      |
| ۱۳۸۱      | دیوانه در شهر                | بازیگر             | غلامرضا رمضانی                     |                                                                                         |
| ۱۳۸۱      | بدون شرح                     | بازیگر             | مهدی مظلومی                        | شبکه ۳                                                                                  |
| ۱۳۸۰      | کارآگاه شمسی و دستیارش مادام | بازیگر مهمان       | مرضیه برومند                       | بازی در اپیزود «روح سرگردان» شبکه ۵                                                     |
| ۱۳۸۰      | رستوران خانوادگی             | بازیگر             | حسین سهیلی‌زاده                     | در نقش «عمه خانم» / شبکه ۵                                                              |
| ۱۳۷۹      | داستان‌های نوروز              | بازیگر             | مرضیه برومند                       | شبکه ۱                                                                                  |
| ۱۳۷۹      | کمین                         | بازیگر             | مسعود کرامتی                       | در ۱۳ قسمت از شبکه ۳ پخش شد.                                                            |
| ۱۳۷۹      | کلبه سپید                    | بازیگر             | مهرداد رایانی مخصوص رحمان سیفی‌آزاد |                                                                                         |
| ۱۳۷۹      | خانه نیکو                    | بازیگر             | مسعود کرامتی                       | تابستان ۱۳۷۹ از شبکه ۲ پخش شد.                                                          |
| ۱۳۷۸      | دانی و من (سری دوم)          | بازیگر             | علی عبدالعلی‌زاده                   | شبکه ۵                                                                                  |
| ۱۳۷۸      | این زمینی‌ها                  | بازیگر             | مسعود شاه‌محمدی                     | شبکه ۵                                                                                  |
| ۱۳۷۷      | تولدی دیگر                   | بازیگر             | داریوش فرهنگ                       | شبکه ۵ در نقش روانشناس                                                                  |
| ۱۳۷۶      | سلام زندگی                   | بازیگر             | مسعود شاه‌محمدی                     | شبکه ۵                                                                                  |
| ۱۳۷۶      | یک مرد آبی                   | بازیگر             | محسن شاه‌محمدی                      | از برنامه «سیمای خانواده» پخش می‌شد.                                                     |
| ۱۳۷۵      | تهران ۱۱- ۵۹۵ ج ۴۸           | بازیگر مهمان       | مرضیه برومند                       | بازی در اپیزود «تصادف» شبکه ۵                                                           |
| ۱۳۷۵      | سیاه، سفید، خاکستری          | بازیگر             | سیامک شایقی                        | شبکه ۲                                                                                  |
| ۱۳۷۵      | مدرسه مادربزرگ‌ها             | بازیگر             | غلامرضا رمضانی                     | شبکه ۵                                                                                  |
| ۱۳۷۵      | فروشگاه                      | بازیگر             | احمد بهبهانی                       | شبکه ۳                                                                                  |
| ۱۳۷۵      | فرزندم بزرگ شده              | بازیگر             | غلامرضا رمضانی                     | شبکه ۵                                                                                  |
| ۱۳۷۳      | قصه‌های تابه‌تا                | بازیگر عروسک‌ گردان | مرضیه برومند                       | از برنامه کودک و نوجوان شبکه ۲ پخش می‌شد.                                                |
| ۱۳۷۳      | دوستان خوب                   | بازیگر             | فریدون حسن‌پور                      | از برنامه کودک و نوجوان شبکه ۲ پخش می‌شد.                                                |
| ۱۳۷۳      | برگی از زندگی                | بازیگر             | هرمز هدایت                         | شبکه ۲                                                                                  |
| ۱۳۷۰–۱۳۷۱ | بازگشایی مدارس               | کارگردان هنری      | مریم سعادت                         | نمایش‌های عروسکی گوناگون، ویژه بازگشایی مدارس، که از برنامه کودک و نوجوان شبکه ۱ پخش شد. |
| ۱۳۷۰      | بچه‌های عروسکی                | کارگردان عروسکی    | ژاله صدری مریم سعادت               | برنامه کودک و نوجوان شبکه ۱                                                             |
| ۱۳۶۹      | آرایشگاه زیبا                | بازیگر             | مرضیه برومند                       | شبکه ۱                                                                                  |
| ۱۳۶۸      | سلامتی چه خوبه!              | بازیگر             | علی‌رضا خمسه                        | شبکه ۱                                                                                  |
| ۱۳۶۷      | عطر و گلاب بپاشید!           | عروسک‌گردان صداپیشه | ایرج طهماسب                        | در دهه فجر ۱۳۶۷ از برنامه کودک و نوجوان شبکه ۱ پخش شد.                                  |
| ۱۳۶۶      | خونه مادربزرگه               | صداپیشه            | مرضیه برومند                       | گویندگی بجای «نوک طلا»                                                                  |

### شبکه نمایش خانگی
| سال  | نام                | سمت       | کارگردان       | توضیحات                                                                                           |
| ---- | ------------------ | --------- | -------------- | ------------------------------------------------------------------------------------------------- |
| ۱۴۰۴ | سووشون             | بازیگر    | نرگس آبیار     |                                                                                                   |
| ۱۴۰۳ | آبان               | بازیگر    | رضا دادویی     |                                                                                                   |
| ۱۴۰۳ | ازازیل             | بازیگر    | حسن فتحی       |                                                                                                   |
| ۱۴۰۳ | جوکر ۲             | شرکت‌کننده | احسان علیخانی  |                                                                                                   |
| ۱۴۰۲ | دفتر یادداشت       | بازیگر    | کیارش اسدی‌زاده | در نقش مهین، مدیر قمار خانه                                                                       |
| ۱۴۰۱ | شهرک کلیله و دمنه  | بازیگر    | مرضیه برومند   |                                                                                                   |
| ۱۳۹۸ | دل                 | بازیگر    | منوچهر هادی    | نقش کوتاهی بعنوان خاله رستا به‌صورت افتخاری در این سریال بازی کرده.                                |
| ۱۳۹۰ | آوازخوان‌های کوچک   | کارگردان  | مریم سعادت     | این میان‌پرده‌های عروسکی، بخشی از مجموعهٔ «خنده، گریه، یک قصه» است که در ۵۲ قسمت ۵ دقیقه‌ای ساخته شد. |
| ۱۳۸۴ | خاطرات الاغ مهربان | کارگردان  | مریم سعادت     | پخش در شبکه خانگی در سال ۱۳۸۸                                                                     |

### تئاتر
| ۱۳۹۷ | خانه برناردا آلبا                                                 | بازیگر             | دکتر علی رفیعی | تهران تالار وحدت              |
| ۱۳۹۵ | تقدیر بازان                                                       | بازیگر             | سیما تیرانداز  | تهران، تئاترشهر - سالن چهارسو |
| ۱۳۹۴ | خاطرات و کابوس‌های یک جامه‌دار از زندگی و قتل میرزا تقی خان فراهانی | بازیگر             | علی رفیعی      | تهران، تالار وحدت             |
| ۱۳۸۹ | کنسرت حشرات (نمایش عروسکی)                                        | کارگردان و نویسنده | مریم سعادت     | تهران، تئاتر شهر، تالار اصلی  |